# ستيف روني
ستيف روني (بالإنجليزية: Steve Rooney)‏ هو لاعب هوكي الجليد أمريكي، ولد في 28 يونيو 1962 في كانتون في الولايات المتحدة.

## وصلات خارجية
- ستيف روني على موقع دوري الهوكي الوطني (الإنجليزية)
- ستيف روني على موقع قاعة مشاهير الهوكي (لاعب أن.إتش.أل) (الإنجليزية)
- ستيف روني على موقع EliteProspects.com (الإنجليزية)
- ستيف روني على موقع HockeyDB.com (الإنجليزية)
- ستيف روني على موقع Hockey-Reference.com (الإنجليزية)